# بنة خفرك (مقاطعة فيروزآباد)
بنة خفرك (بالفارسية: بنه خفرک) هي قرية تقع في قسم خواجه‌اي الريفي في إيران. يقدر عدد سكانها بـ 264 نسمة بحسب إحصاء 2016.